# Thomas Boerma
Thomas Lodewijk Boerma (Laren, 7 mei 1981) is een Nederlands hockeyspeler die bij voorkeur als middenvelder speelt. Boerma kwam in de periode 2004 t/m 2011 uit voor HC Bloemendaal waar hij ook Internationaal doorbrak en 5x achtereenvolgens het Landskampioenachap won en zowel de EHL en Europacup. In 2011 verruilde hij HC Bloemendaal voor BH & BC Breda waar hij zijn carrière afbouwde. In de jeugdopleiding speelde hij bij Huizer Hockey Club, MHC Leusden en later HC Kampong waar hij ook in het eerste debuteerde en zijn carrière begon. Boerma debuteerde in 2005 in het Nederlands team en speelde in totaal 75 caps.

## Erelijst
- Champions Trophy 2006
- Europees Kampioenschap 2007
- Champions Trophy 2007
- 5 keer landskampioen met Bloemendaal: 2006, 2007, 2008, 2009 en 2010
- Europacup II
- EHL, Euro Hockeyleague
- 4e Olympische Spelen 2008

Thomas Boerma · 
Matthijs Brouwer · 
Ronald Brouwer · 
Jeroen Delmee · 
Geert-Jan Derikx · 
Rob Derikx · 
Laurence Docherty · 
Jeroen Hertzberger · 
Robert van der Horst · 
Timme Hoyng · 
Teun de Nooijer · 
Rob Reckers · 
Taeke Taekema · 
Guus Vogels · 
Roderick Weusthof · 
Sander van der Weide ·
Coach: Roelant Oltmans